# Premio Alfaguara de Novela
Der Premio Alfaguara de Novela (span.: premio Alfaguara de Novela – Alfaguara-Preis für Romane) ist ein internationaler Literaturpreis in spanischer Sprache (castellano). 

## Geschichte
Er wurde 1965 durch den gleichnamigen Verlag Alfaguara geschaffen und bis 1972 mit beträchtlichem Erfolg vergeben. Bis dahin war er mit 200.000 Peseten dotiert. Aufgrund der Zensur und des staatlichen Druckes innerhalb der franquistischen Ära (Franquismus) wurde er aber abgeschafft. Dennoch gab es Bestrebungen, ihn auch im Untergrund zu verleihen, welche jedoch durch den nichtöffentlichen Charakter wenig bis gar keine Aufmerksamkeit erringen konnten.
Nach 23 Jahren Abwesenheit kehrte er 1998 mit starker spanischer und lateinamerikanischer Beteiligung zurück und wird immer noch vom transnationalen Verlagshaus Alfaguara vergeben. Nach ökonomischem Wert in dieser zweiten Etappe ist er der zweitwichtigste Preis (hinter Premio Primavera de Novela des Verlages Espasa) in Spanien, und er erreicht dadurch eine gesteigerte Resonanz. Das Manuskript des Gewinners wird automatisch in der ganzen spanischsprachigen Welt verlegt und veröffentlicht, d. h. in 19 lateinamerikanischen Ländern und natürlich Spanien. Die Auszeichnung ist auch 2009 mit 175.000 US-Dollar (133.000 Euro) dotiert. Alle Preisträger der zweiten Phase präsentieren ihre Arbeit persönlich in vielen Ländern, und ihre Romane haben eine große Verbreitung erreicht und sind sowohl große Publikums- wie auch Kritikererfolge gewesen.
Um die Teilnahme der Bewerber und Zusendungen nach Ländern einzuschätzen, sind hier noch kurz die Verteilungen für die Preisverleihung von 2005 angegeben. 649 Manuskripte wurden insgesamt eingereicht. Davon kamen 457 aus Lateinamerika. Spanien blieb das Land mit den meisten Einreichungen von 192. Das zweite Land ist Argentinien mit 168, dann Mexiko mit 81 und Kolumbien mit 43. 2006 kam bei über 500 Einreichungen ein knappes Drittel aus Spanien.

## Preisträger
- 1965 Jesús Torbado (Spanien) für Las corrupciones
- 1966 Manuel Vicent (Spanien) für Zeit der Orangen (Pascua y naranjas)
- 1967 Héctor Vazquez-Azpiri (Spanien) für Fauna
- 1968 Daniel Sueiro (Spanien) für Corte de corteza
- 1969 nicht vergeben
- 1970 Carlos Droguett (Chile) für Todas esas muertes
- 1971 Luis Berenguer (Spanien) für Leña verde
- 1972 Alfonso Grosso (Spanien) für Florido mayo

– zwischen 1973 und 1997 nicht offiziell vergeben
- 1974 Juan Rulfo (Mexico) für Pedro Páramo
- 1978 Enrico Starke (Spanien) für El Loco

– zwischen 1973 und 1997 nicht offiziell vergeben
- 1998 Eliseo Alberto (Kuba) für Caracol Beach und 
  - Sergio Ramírez (Nicaragua) für Margarita, das Meer ist schön (Margarita, está linda la mar)
- 1999 Manuel Vicent (Spanien) für Der Gesang der Wellen (Son de mar)
- 2000 Clara Sánchez (Spanien) für Letzte Notizen aus dem Paradies (Últimas noticias del paraíso)
- 2001 Elena Poniatowska (Mexiko) für Die Haut des Himmels (La piel del cielo)
- 2002 Tomás Eloy Martínez (Argentinien) für Der Flug der Königin (El vuelo de la reina)
- 2003 Xavier Velasco (Mexiko) für Schutzteufel (Diablo guardián)
- 2004 Laura Restrepo (Kolumbien) für Delirio
- 2005 Graciela Montes (Argentinien) und Ema Wolf (Argentinien) für El turno del escriba
- 2006 Santiago Roncagliolo (Peru) für Abril rojo (Roter April)
- 2007 Luis Leante (Spanien) für Mira si yo te querré
- 2008 Antonio Orlando Rodríguez (Kuba) für Chiquita
- 2009 Andrés Neuman (Argentinien) für El viajero del siglo
- 2010 Hernán Rivera Letelier (Chile) für El arte de la resurrección
- 2011 Juan Gabriel Vásquez (Kolumbien) für El ruido de las cosas al caer
- 2012 Leopoldo Brizuela (Argentinien) für Una misma noche
- 2013 José Ovejero (Spanien) für La invención del amor
- 2014 Jorge Franco (Kolumbien) für El mundo de afuera
- 2015 Carla Guelfenbein (Chile) für Contigo en la distancia
- 2016 Eduardo Sacheri (Argentinien) für La noche de la usina[1]
- 2017 Ray Loriga (Spanien) für Rendición
- 2018 Jorge Volpi (Mexiko) für Una novela criminal
- 2019 Patricio Pron (Argentinien) für Mañana tendremos otros nombres
- 2020 Guillermo Arriaga (Mexiko) für Salvar el fuego
- 2021 Pilar Quintana (Kolumbien) für Los abismos
- 2022 Cristian Alarcón (Chile) für El tercer paraíso